# Montenegró diplomáciai misszióinak listája

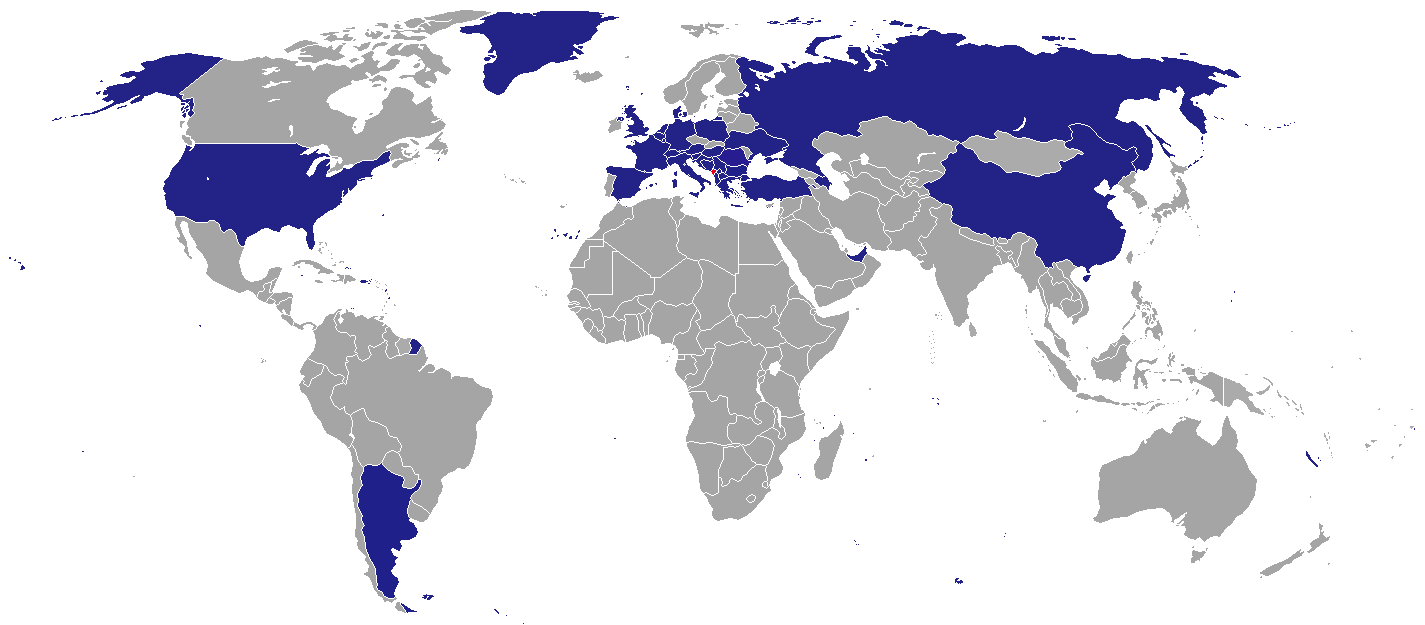
Országok, melyekkel Montenegró diplomáciai kapcsolatban van (kékkel)

Montenegró diplomáciai misszióinak listája tartalmazza a montenegrói kormány által nemzetközi szerződések alapján létrehozott nagykövetségeket és főkonzulátusokat. Nem tartalmazza azonban a tiszteletbeli konzulokat. 
Tartalmazza azokat a reprezentatív képviseleteket is, melyeket Montenegró a nemzetközi szervezetekhez delegált.

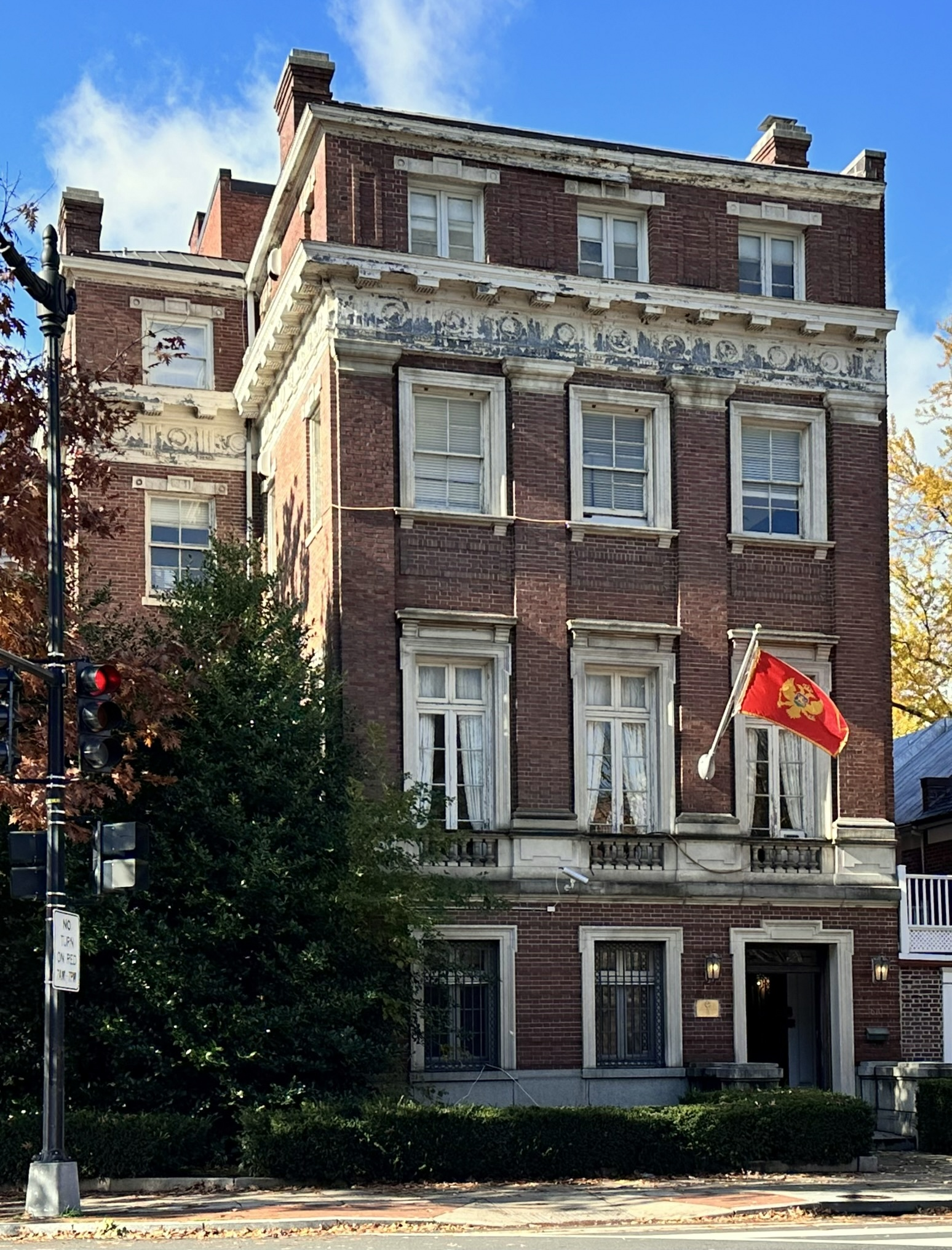
Washingtoni nagykövetség

## Amerika
- Amerikai Egyesült Államok: Washington: nagykövetség
  - New York: főkonzulátus
  -  New York (állandó misszió az ENSZ mellett)
- Argentína: Buenos Aires: nagykövetség

## Ázsia
- Azerbajdzsán: Baku: nagykövetség
- Egyesült Arab Emírségek: Abu-Dzabi: nagykövetség

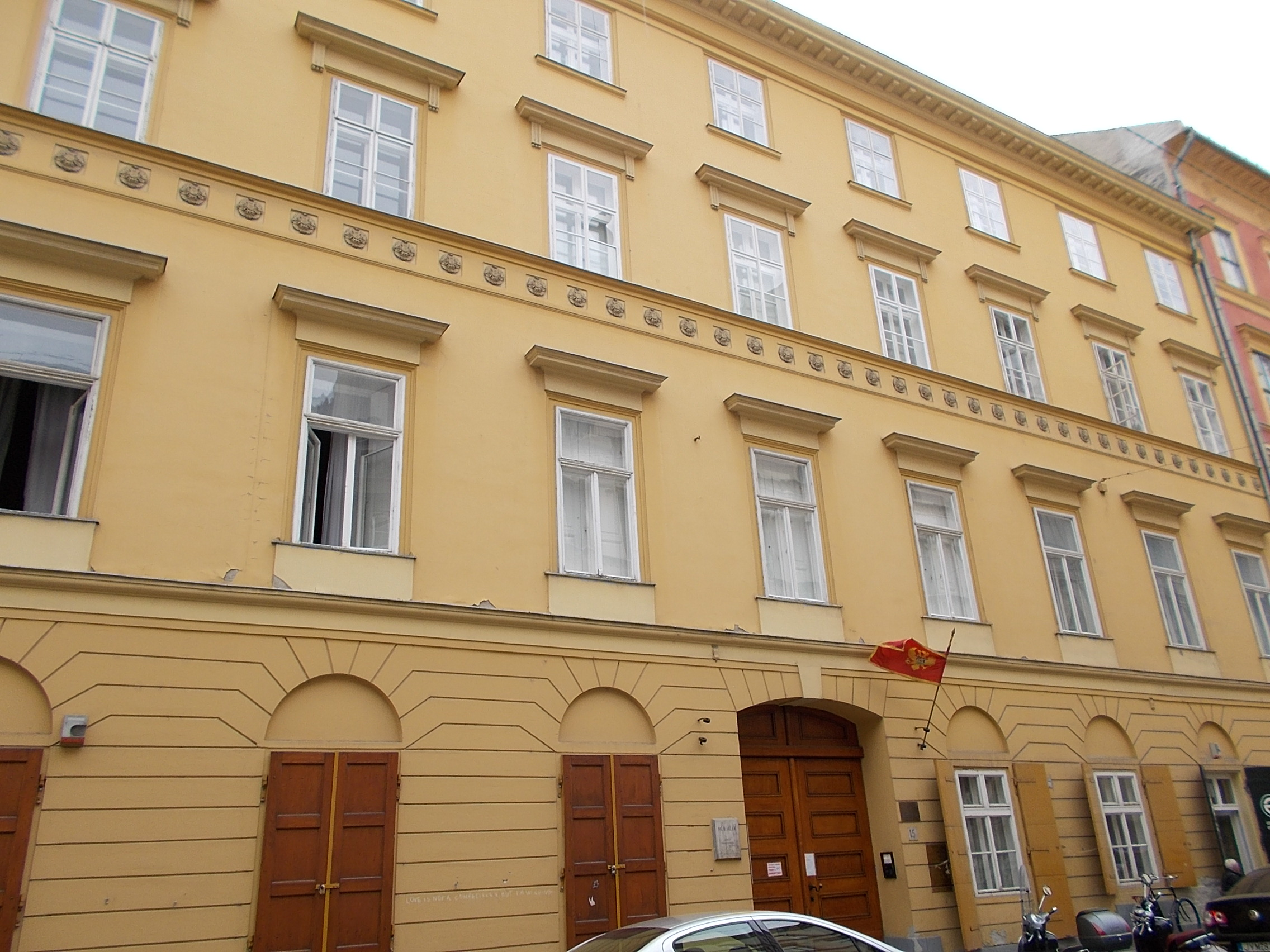
Budapesti nagykövetség

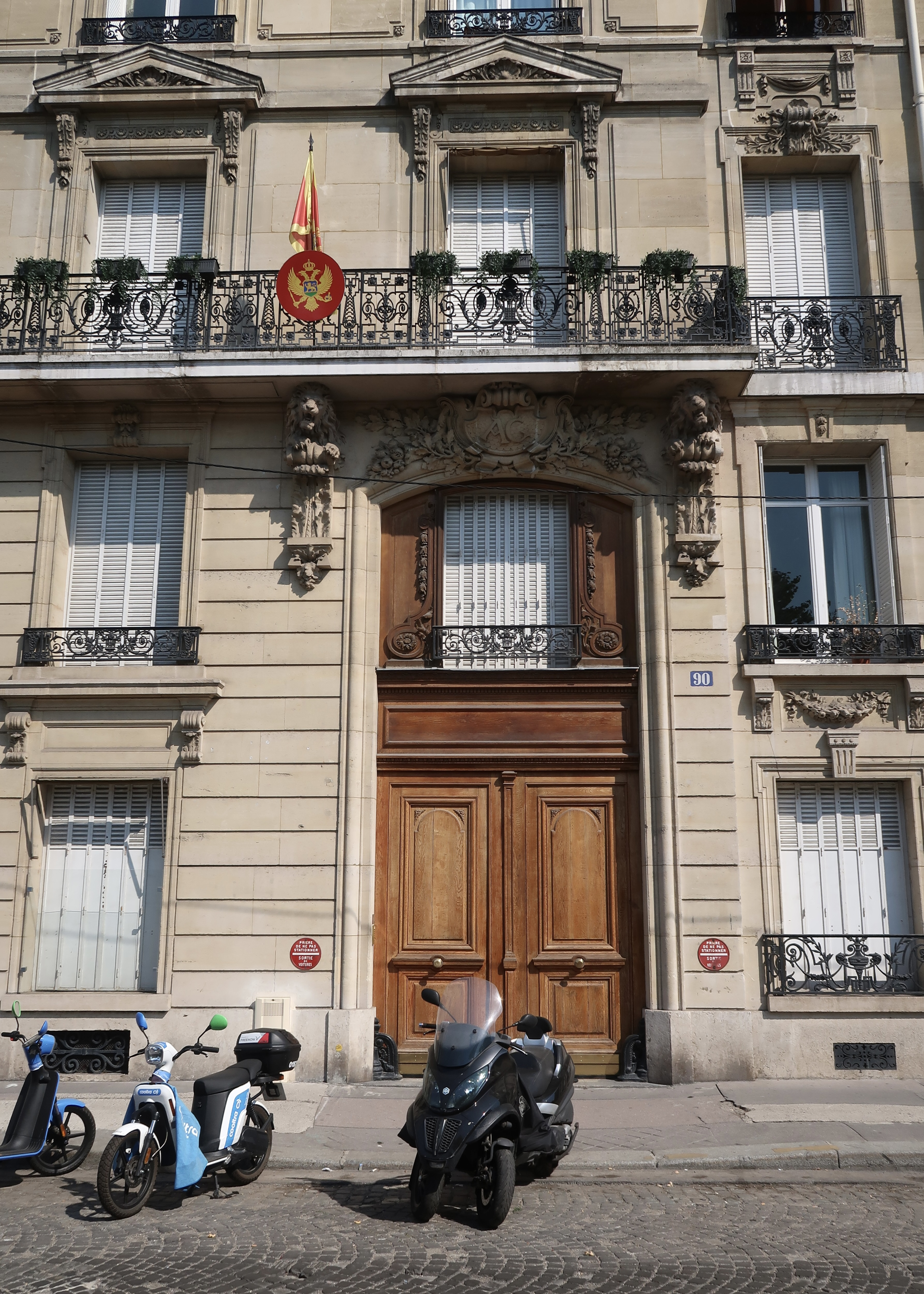
Párizsi nagykövetség

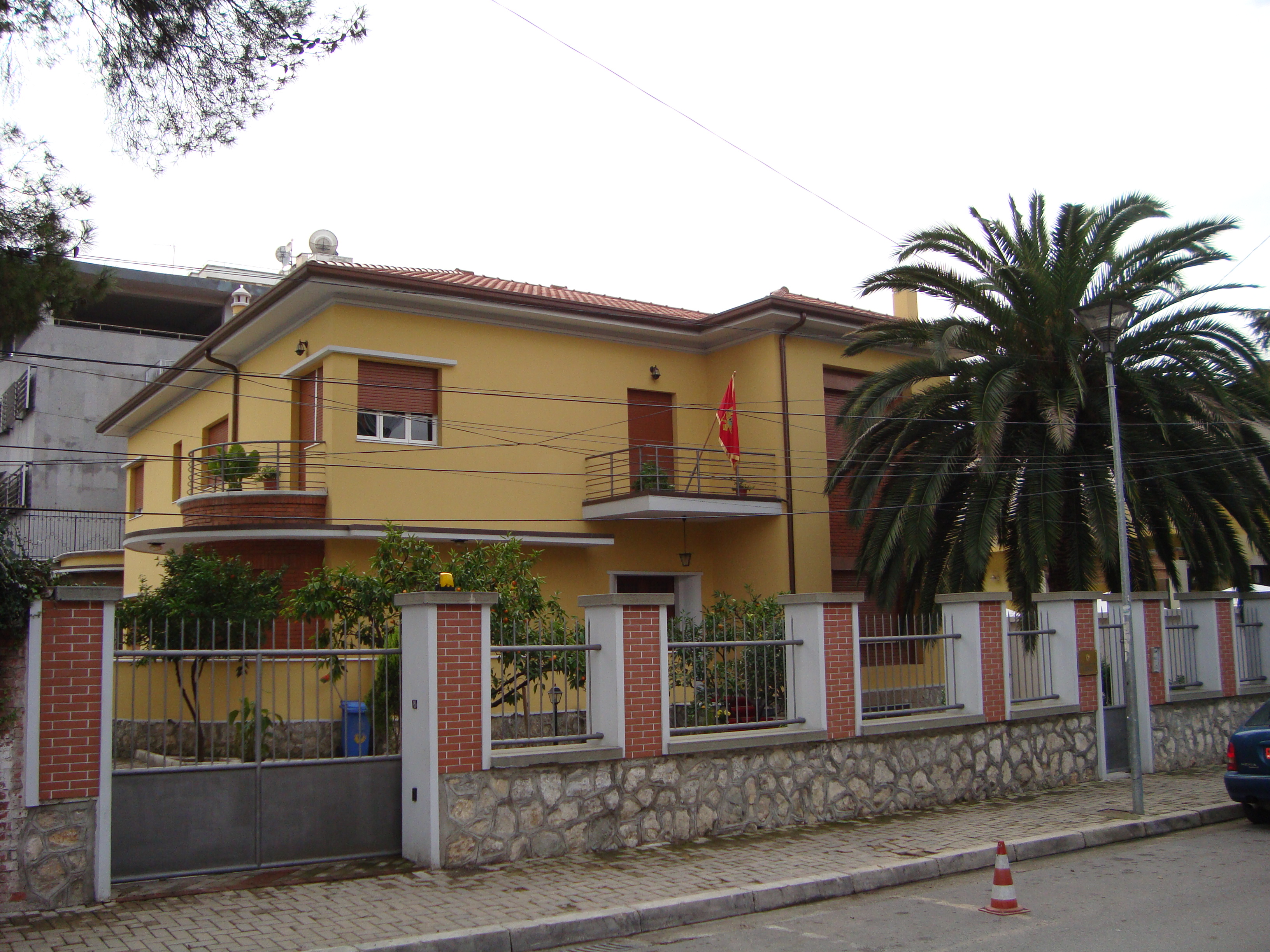
Tiranai nagykövetség

- Kína: Peking: nagykövetség
- Törökország: Ankara: nagykövetség
  - Isztambul: főkonzulátus

## Európa
- Albánia: Tirana: nagykövetség
- Ausztria: Bécs: nagykövetség
  - Bécs (állandó misszió az EBESZ mellett)
- Belgium: Brüsszel: nagykövetség
  -  Brüsszel (állandó misszió az NATO mellett)
- Bosznia-Hercegovina: Szarajevó: nagykövetség
- Bulgária: Szófia: nagykövetség
- Egyesült Királyság: London: nagykövetség
- Észak-Macedónia: Szkopje: nagykövetség
- Franciaország: Párizs: nagykövetség
  -  Strasbourg (állandó misszió az Európa Tanács mellett)
  -  Párizs (állandó misszió az UNESCO mellett)
- Hollandia: Hága: nagykövetség
- Horvátország: Zágráb: nagykövetség
- Koszovó: Pristina: nagykövetség
- Lengyelország: Varsó: nagykövetség

 Magyarország: Budapest: nagykövetség
- Németország: Berlin: nagykövetség 
  - Frankfurt am Main: főkonzulátus
- Olaszország: Róma: nagykövetség
- Oroszország: Moszkva: nagykövetség
- Románia: Bukarest: nagykövetség
- Spanyolország: Madrid: nagykövetség
- Svájc: Bern: nagykövetség
  -  Genf (állandó misszió az ENSZ mellett)
  - Genf (állandó misszió a Kereskedelmi Világszervezet mellett)
- Szerbia: Belgrád: nagykövetség
  - Karlóca: főkonzulátus
- Szlovénia: Ljubljana: nagykövetség
- Ukrajna: Kijev: nagykövetség

## Forrás
- Diplomatic and Consular Missions of Montenegro in the world (DCM)